# Den fallna ängeln
Den fallna ängeln (L’Ange Dechu) är en oljemålning av den franske konstnären Alexandre Cabanel. Den är utförd 1847 i romantisk stil liksom i fransk akademism. Tavlan finns utställd på Musée Fabre in Montpellier.

## Bakgrund och inspiration
Cabanel var 24 år gammal när han målade verket och hämtade inspiration från konstnärer såsom Michelangelo och Rafael, konstnärer som han fick möjligheten att studera i Rom efter att ha mottagit ett stipendium. Han hämtade också inspiration från boken Det förlorade paradiset av John Milton vars handling kretsar kring syndafallet.

## Tematik
Tavlan, som föreställer Satan som fallit ned från himlen, är 190 cm bred liksom 121 cm hög. Han sitter på stenig plats med en taggig växtgren och i bakgrunden ses en blå himmel med änglar. Satans ansikte är dolt av hans arm, men från det synliga ögat rinner en tår ned över kinden medan hans blick uttrycker ilska.

## Symbolism
Satans tår kan tolkas som hans sårade ego eller stolthet samtidigt som han känner ånger såväl som skam. Det faktum att Satan är vacker symboliserar att skönhet och moral liksom etik inte alltid samspelar.

## Mottagande
Tavlan skapade kontroverser då den framställde Satan som vacker, något som var chockerande för sin tid. Cabanel skrev i ett brev till en vän att "det är tacken jag får för att jag inte skickade in en medioker tavla". Dock började kritiker efter några år att se tavlan i ett annat ljus och kom istället tvärtom att se den som ett mästerverk.

## Kulturellt arv
I filmen Star Wars: Episod III - Mörkrets Hämnd har regissören George Lucas hämtat inspiration från tavlan när karaktären Anakin Skywalker blir Darth Vader.